# Geplante Eisenbahnstrecken auf Thy

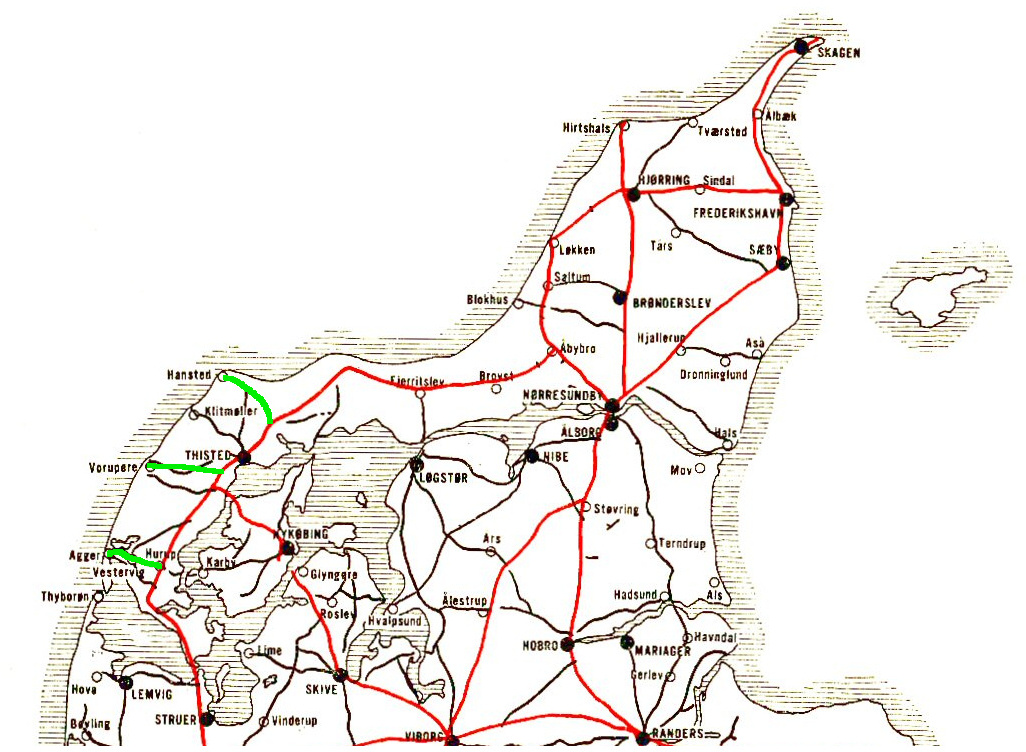
Geplante Bahnstrecken auf Thy, grün gezeichnet

Geplante Eisenbahnstrecken auf Thy waren drei Nebenstrecken in der historischen Landschaft Thy, dem westlichen Teil der dänischen Insel Vendsyssel-Thy (Nordjütische Insel), die mit verschiedenen Eisenbahngesetzen beschlossen wurden, aber nie zur Ausführung kamen. Alle Projekte waren als Privatbahnen geplant, bei denen der dänische Staat die Hälfte der Baukosten übernommen hätte.

## Geschichte
Wie in vielen anderen Ländern wurden Ende des 19. und zu Beginn des 20. Jahrhunderts in Dänemark zahlreiche Bahnstrecken geplant. Viele Orte wollten aus unterschiedlichen Gründen über die Eisenbahn „mit der großen Welt“ verbunden sein. Oftmals blieb es jedoch, meist aus Geldmangel oder nicht überzeugendem Betriebskonzept, bei nicht ausgeführten Planungen. Thy war bereits 1882 durch die Bahnstrecke Thisted–Struer (Thybanen) an der Westküste nahezu in Nord-Süd-Richtung und durch die sich nach Osten anschließende, 1904 eröffnete Bahnstrecke Thisted–Fjerritslev gut erschlossen.
Dazu gab es auf Thy drei Eisenbahnstrecken, die mit Eisenbahngesetzen beschlossen, aber nie gebaut wurden. Sie hatten keine direkte Verbindung miteinander, sondern waren Nebenstrecken der Strecken zwischen Struer und Thisted sowie zwischen Thisted und Fjerritslev.

## Bahnstrecke Hurup–Vestervig–Agger
Die Strecke Bahnstrecke Hurup–Vestervig–Agger war im ersten großen Eisenbahngesetz vom 8. Mai 1894 enthalten und war eines der wenigen Projekten des Gesetzes, die nicht verwirklicht wurden. An der Strecke mit etwa 13 Kilometern Länge sollten folgende Stationen errichtet werden:
- Hurup – Anschluss an die Bahnstrecke Thisted–Struer
- Gydkær
- Vestervig
- Agger

## Bahnstrecke Sjørring–Nørre Vorupør
Die Bahnstrecke Sjørring–Nørre Vorupør war im Eisenbahngesetz vom 27. Mai 1908 enthalten. An der Strecke von etwa 16 Kilometern Länge sollten folgende Stationen errichtet werden:
- Sjørring – Anschluss an die Bahnstrecke Thisted–Struer
- Jannerup
- Faddersbøl
- Sonder Vorupör
- Vorupør

## Bahnstrecke Nors–Hanstholm
1917 beschloss der Rigsdag, einen Fischereihafen in Hanstholm zu bauen und diesen mit einer Bahnstrecke an das Eisenbahnnetz anzuschließen. Die Nebenstrecke von der Bahnstrecke Thisted–Fjerritslev von Nors nach Hanstholm wurde mit dem Eisenbahngesetz vom 31. März 1917 beschlossen. An der Strecke mit etwa 17 Kilometern sollten folgende Stationen errichtet werden:
- Nors – Anschluss an die Bahnstrecke Thisted–Fjerritslev
- Tved
- Ræhr
- Hanstholm

Die Möglichkeit einer direkten Staatsbahnstrecke nach Hanstholm durch Verlängerung der Strecke von Fjerritslev unter Umgehung von Thisted wurde ebenfalls untersucht. 1920 ergaben sich bei der Errichtung des Hafens Schwierigkeiten, so dass das gesamte Projekt nahezu zum Erliegen kam.
Während der deutschen Besatzung in Dänemark gab es Pläne, eine Schmalspurbahn Nors–Hanstholm zu bauen, um Material zu den großen Festungsanlagen der Wehrmacht in Hanstholm zu transportieren. Letztendlich wurde eine Betonstraße dafür gebaut.